# Reino de Israel e Judá
O Reino Unido de Israel e Judá de acordo com a Bíblia, foi a nação formada pelas 12 Tribos de Israel, um povo descendente de Abraão, Isaque e Jacó.
Segundo a história narrada na bíblia, após o Êxodo, sob a liderança de Moisés, os israelitas vaguearam pelo deserto durante décadas até que no final do século XV a.C. e sob a liderança de Josué eles conquistaram a terra de Canaã, abandonaram o nomadismo e estabelecem-se nas terras conquistadas, dividindo o território entre as 12 tribos.
Contudo não existia um verdadeiro  poder central pois cada tribo governava a si própria. Os líderes nacionais, que se designavam "Juízes" tinham um poder muito frágil e só conseguiam unir as várias tribos em caso de guerra com os povos inimigos. A união entre as tribos era tão frágil que por vezes se guerreavam entre si. A confederação israelita, da era anterior ao Reino de Israel, também tem sido considerada uma espécie de república.
Cansados destas situações as tribos israelitas resolveram unir-se e instaurar uma monarquia. O profeta Samuel, último dos Juízes, designou Saul, da Tribo de Benjamim, como o primeiro Rei de Israel. O  reino abrangia a região montanhosa de Judá e de Efraim, cuja capital era Gibeá. O reino surge em meados do século XI a.C. na sequência da unificação das 12 tribos sob a chefia de Saul, seu primeiro rei.
Estudiosos modernos, incluindo crítica textual e arqueológica, tem contestado a versão bíblica da história do Reino, incluindo a história de como o reino do norte de Israel se desvinculou de uma monarquia unida com o reino sulista de Judá, afirmando que a civilização israelita nortenha se desenvolveu independentemente de Judá, uma área rural comparativamente menor, e só atingiu um nível de sofisticação política, econômica, arquitetural e militar quando o reino foi absorvido pela dinastia Omride, por volta de 884 a.C.

## História
Saul não modificou a organizações das tribos, também não tinha um exército forte, mas conseguiu derrotar os amalequitas, porém desobedece ordens de Deus dirigidas ao profeta Samuel para manter vivos os reis derrotados e não se apossar dos despojos, mas acaba sacrificando os monarcas e toma os bens para si,induzido por pressão popular. Deus proclama a Samuel que o jovem pastor Davi será o novo rei de Israel. Durante a guerra contra os filisteus, Davi entra para o exército e sozinho mata o gigante Golias, tornando-se famoso. Saul viu nele uma ameaça e passa a persegui-lo. Davi junto com outros soldados refugiam-se até que os filisteus invadem Israel, Saul desesperado decide atacá-los no Monte Gilboa, mas as armas israelitas eram inferiores e eles foram atraídos para uma armadilha. Os filisteus aniquilam todos, os filhos de Saul morrem, ele então suicida-se.
Agora Davi é o novo rei de Israel e consegue restabelecer um exército e expulsar os filisteus. Também invade a cidade de Jerusalém controlada pelos jebuseus, o soldado Joabe foi o primeiro a entrar e por isso tornou-se general. Davi transforma Jerusalém em sua nova capital. Ele invade os reinos dos amonitas, moabitas e edomitas tornando-os estados tributários. Quando Davi morre, seu filho Salomão assume o trono, com a ajuda de engenheiros fenícios constrói uma grande frota mercante que comercializava desde os portos do atual Sudão até os da atual Espanha, melhora o exército, fortalece a economia.
Salomão construiu o Templo de Jerusalém que demorou 7 anos para ser construído e isso gerou um aumento dos impostos que permaneceram mesmo após o fim da construção, o povo estava descontente com os impostos abusivos.
Por volta de 1050 a.C., depois de receberem ameaças de povos estrangeiros, estas tribos se reuniram para formar o Reino Unido de Israel e Judá, quando Samuel ungiu Saul, da tribo de Benjamim, como o primeiro rei. O reino de Saul, no entanto, foi marcado pelo conflito permanente com os filisteus e, posteriormente, pela guerra civil contra as forças de Davi (tendo este sido ungido rei por Samuel, com Saul ainda vivo). Foi Davi que, após sair vencedor deste conflito, com o vácuo de poder gerado pela morte de  Saul em batalha contra os filisteus, criou uma monarquia israelita forte e unificada, e reinou de cerca de 1000 a.C. até 961 a.C. Salomão, o sucessor de Davi, conseguiu manter a união durante seu período como monarca, que foi de 961 a 922.
Davi, o segundo rei de Israel, estabeleceu Jerusalém como sua capital nacional em 1006 a.C.; até então, Hebrom havia sido a capital do Estado de Judá, comandado por Davi, e Maanaim de Israel, Estado comandado por Isbosete; antes disso, Gibeá havia sido a capital da monarquia unida comandada por Saul.
Davi realizou diversas campanhas militares bem-sucedidas contra os inimigos de Israel, derrotando diversas potências regionais, como os filisteus, assegurando assim a segurança nas fronteiras de Israel e transformando a nação numa potência regional. Sob a liderança da Casa de Davi, a monarquia unida conseguiu obter prosperidade e a superioridade sobre seus vizinhos.
Sob a liderança do sucessor de Davi, Salomão, a monarquia unida viveu um período de paz, prosperidade e desenvolvimento cultural. Diversos edifícios públicos foram construídos, entre eles o Primeiro Templo de Jerusalém.
Com a ascensão ao poder do filho de Salomão, Roboão, por volta de 930 a.C., o país se fragmentou em dois reinos: o Reino de Israel (que abrangia as cidades de Siquém e Samaria, no norte, e o Reino de Judá (em cujo território estava Jerusalém), ao sul. A maior parte das províncias não-israelitas deixaram de fazer parte de ambos os reinos.
A maioria dos historiadores modernos estão divididos e questionam a historicidade desta monarquia unida conforme descrita na Bíblia.